# Língua lendu
A língua lendu é falada por cerca de 760 mil pessoas do grupo étnico lendu, formado por agricultores cristãos da República Democrática do Congo (98,7% dos falantes) que vivem a oeste e noroeste do Lago Albert, na região de Ituri da província Oriental.

## Classificação
É uma língua nilo-sahariana, centro-sudanesa, falada também por cerca de 10 mil pessoas em Uganda. Outras línguas e etnias desse grupo são os Ngiti, os Bendi do ramo leste das línguas sudanesas.
A língua lendu é falada pelas etnias Lendu, Hema Norte, Alur e Okebu. A maioria dos falantes também fala a língua suaíli. É mutuamente inteligível com a língua Tadha.

## Outros nomes, dialetos
Outros nomes: Bbadha, Bbaledha, Kilendu, Baletha, Batha, Balendru, Bale, Hema Norte, Kinema Norte;
Dialetos:
- Djadha – o mais falado, usado para literatura.
- Tadha – padrão
- Pidha
- Ddralo
- Njavalo
- Gegele – falado pelos Hema